# Рибка Поньо на кручі
«Рибка Поньо на кручі» (яп. 崖の上のポニョ, Gake no Ue no Ponyo, англ. Ponyo on the Cliff by the Sea) — повнометражний аніме-фільм, випущений студією «Ghibli» в 2008 року. Автором сценарію і режисером фільму є Хаяо Міядзакі. Це його восьмий твір, створений спільно зі студією Ghibli, і його десятий фільм у цілому. Історія сконцентрована на пригоди золотої рибки, на ім'я Поньо, яка знайомиться з п'ятирічним хлопчиком Сооске і яка хоче стати дівчинкою.

## Творці
- Режисер: Хаяо Міядзакі
- Композитор: Дзьо Хісаісі

## Сюжет
Чарівник Фуджімото живе під водою зі своєю дочкою Брунгільдою та її численними меншими сестрами-рибками. Поки решта сестер плавають з батьком, Брунгільда потрапляє в рибальську пастку та врешті опиняється в скляній банці, де її рятує п’ятирічний хлопчик на ім’я Сооске. Розбиваючи банку каменем, Сосуке порізав собі палець. Брунгільда злизує його кров, чим миттєво гоїть рану. Хлопчик називає її Поньо та обіцяє захищати її. Тим часом Фуджімото шукає доньку, яку, на його думку, викрали. Він посилає своїх слуг повернути її, чим засмучує Сооске.
Поньо заявляє батькові, що хоче бути людиною на ім'я Поньо. Завдяки силі з крові Сооске, вона набула здатності перетворюватися на людину. Фуджімото змушує її повернутися в форму рибки та йде за її матір'ю, Морською богинею. Тим часом Поньо, за допомоги своїх сестер, ненавмисно використовує магію Фуджімото, щоб зробити себе ще раз людиною. Надмір магії, яку Поньо не може контролювати, поширюється в морі, спричиняючи цунамі. Поньо повертається до Сооске в формі дівчинки, який радий її побачити. Його мати, Ріса, дозволяє їй залишитися в їхньому домі. Коли цунамі спадає, Ріса йде доглянути за мешканцями притулку для людей похилого віку, де вона працює, пообіцявши Сосуке, що повернеться додому якнайшвидше.
Морська богиня прибуває на підводний човен Фуджімото. Батько Сооске, Коічі, бачить Морську богиню та визнає її богинею милосердя. Фуджімото помічає, що в природі виник дисбаланс: Місяць сходить зі своєї орбіти, а супутники падають. Морська богиня обіцяє, що природний баланс буд відновлено, якщо Сооске зможе пройти випробування; Поньо тоді зможе жити як людина. Фуджімото нагадує їй, що якщо Сооске провалить випробування, то Поньо перетвориться на морську піну.
Наступного дня Сооске та Поньо виявляють, що околиці будинку затоплені. Оскільки Ріса не може повернутися додому, вони вирішують її знайти. За допомогою магії Поньо вони збільшують іграшковий човен і вирушають на пошуки, спостерігаючи як морські жителі починають панувати над світом. Коли вони досягають лісу, Поньо втомлюється і засинає. Сооске тягне Поньо на берег, де знаходить покинуте авто своєї матері. Коли вони продовжують подорож, Поньо таємничим чином знову стає рибкою. Тим часом Ріса та мешканці притулку отримують здатність дихати під водою завдяки заступництву Морської богині. Поньо та Сооске стикаються з Фуджімото, який просить його повернути йому Поньо. Коли Сооске та Поньо намагаються втекти, їх схоплюють, і чарівник відвозить їх до притулку.
Морська богиня запитує Сооске, чи зможе він любити Поньо, незалежно від того, риба вона чи людина. Хлопчик стверджує, що зможе. Тоді Морська богиня каже Поньо, що якщо вона вирішить стати людиною, то вже не зможе змінити своє рішення та втратить магічні здібності. Поньо погоджується та стає дівчинкою, коли Сооске її цілує. Фуджімото поважає вибір своєї доньки та відпускає її на поверхню. Вона цілує Сооске та стає людиною.

## Персонажі
- Поньо (яп. ポニョ, Ponyo) — маленька золота рибка червоного кольору, донька могутнього чаклуна і морської богині.

Сейю: Юріа Нара
- Сооске (яп. 宗介, Sōsuke) — п'ятирічний хлопчик, живе з матір'ю в затишному будинку на кручі. Відповідальний і чесний. Знайшов Поньо на березі моря недалеко від будинку і відразу з нею подружився.

Сейю: Хірокі Дой
- Ріса (яп. リサ, Risa) — мати Сооске. Працює старшим керівником центру денного догляду за літніми людьми. Добра і весела, при небезпеці не втрачає присутності духу. Правда, імпульсивна, іноді може і розлютитися (наприклад, при розмові з Коїчі).

Сейю: Томоко Ямагучі
- Фуджімото (яп. フジモト, Fujimoto) — батько Поньо, буркотливий, але не злий чаклун. Часто підіймає паніку, емоційний. Піклується про Поньо та інших своїх дочок, і трепетно відноситься до їх матері. Мріє повернути планету до Ери Моря, минулої багато років тому (а саме — очистити море, забруднене людьми).

Сейю: Джоджі Токоро
- Коічі (яп. 耕一, Kōichi) — батько Сооске, чоловік Ріши. Капітан риболовецького траулера, більшу частину часу проводить в море. Вдома буває досить рідко. Проходячи на рейді мимо кручі, на якому стоїть його будинок, обмінюється з сином повідомленнями за допомогою азбуки Морзе.

Сейю: Казушіге Нагашіма
- Морська богиня (яп. グランマンマーレ, Guranmanmare) — мати Поньо.

Сейю: Юкі Амамі

## Нагороди та номінації

### Нагороди
- 2008 — дві нагороди Венеціанського кінофестивалю: Future Film Festival Digital Award — особлива згадка, Приз фонду імені Міммо Ротеллі (обидві — Хаяо Міядзакі)
- 2008 — премія імені Нобуро Офуджі
- 2009 — дві премії Японської академії: найкращий анімаційний фільм, найкраща музика (Дзьо Хісаісі)
- 2009 — Азійська кінопремія найкращому композитору (Дзьо Хісаісі)

### Номінації
- 2008 — номінація на приз Золотий лев Венеціанського кінофестивалю (Хаяо Міядзакі)
- 2009 — дві номінації на Азійську кінопремію: найкращий фільм, найкращий режисер (Хаяо Міядзакі)
- 2010 — дві номінації на премію «Енні»: режисура (Хаяо Міядзакі), музика (Дзьо Хісаісі)
- 2010 — номінація на премію Hong Kong Film Awards за найкращий азійський фільм

## Цікаві факти
- В аніме є епізод, де Ріса наспівує слова з пісні, яка грає в опенингу «Мого сусіда Тоторо».
- Прототипом автомобіля Ріси, ймовірно, є Mitsubishi Minica.